# Filament (Disney)
Filament (Little Helper en VO) est un personnage de fiction de l'univers des canards créé par Carl Barks pour les studios Disney. Il apparaît pour la première fois en septembre 1956 dans la bande dessinée Le Traducteur universel (The Cat Box).

## Profil
Minuscule assistant (environ 20 cm) de l'inventeur Géo Trouvetou, il est constitué de morceaux de métal et sa tête est une ampoule à filament (d'où son nom français).
En général, Filament fait preuve d'une certaine astuce; il aide souvent Géo Trouvetou à se tirer des conséquences néfastes de ses inventions en étant parfois beaucoup plus efficace que lui.
Ne parlant pas, il s'exprime par des variations inintelligibles de sons « bzzt », que Géo est parfois capable de comprendre. Cependant, il communique en général en écrivant sur un papier, mais peut également le faire en langage morse grâce à sa tête d'ampoule.
Très expressif malgré son design simple, il sert plus généralement à alimenter des gags au premier plan tandis que des actions plus importantes se déroulent au second plan (il aime par exemple s'amuser à chasser les souris). Ce côté comique malgré la contrainte d'un personnage au dessin très simple poussera Douglas Wolk, qui tient une rubrique "gaming & culture" sur time.com, à écrire : il « repousse les limites de l'expressivité d'un bâton à chaque fois qu'il apparaît » à propos du personnage dans l'histoire Le « Dissoutou » de Don Rosa.

## Histoire

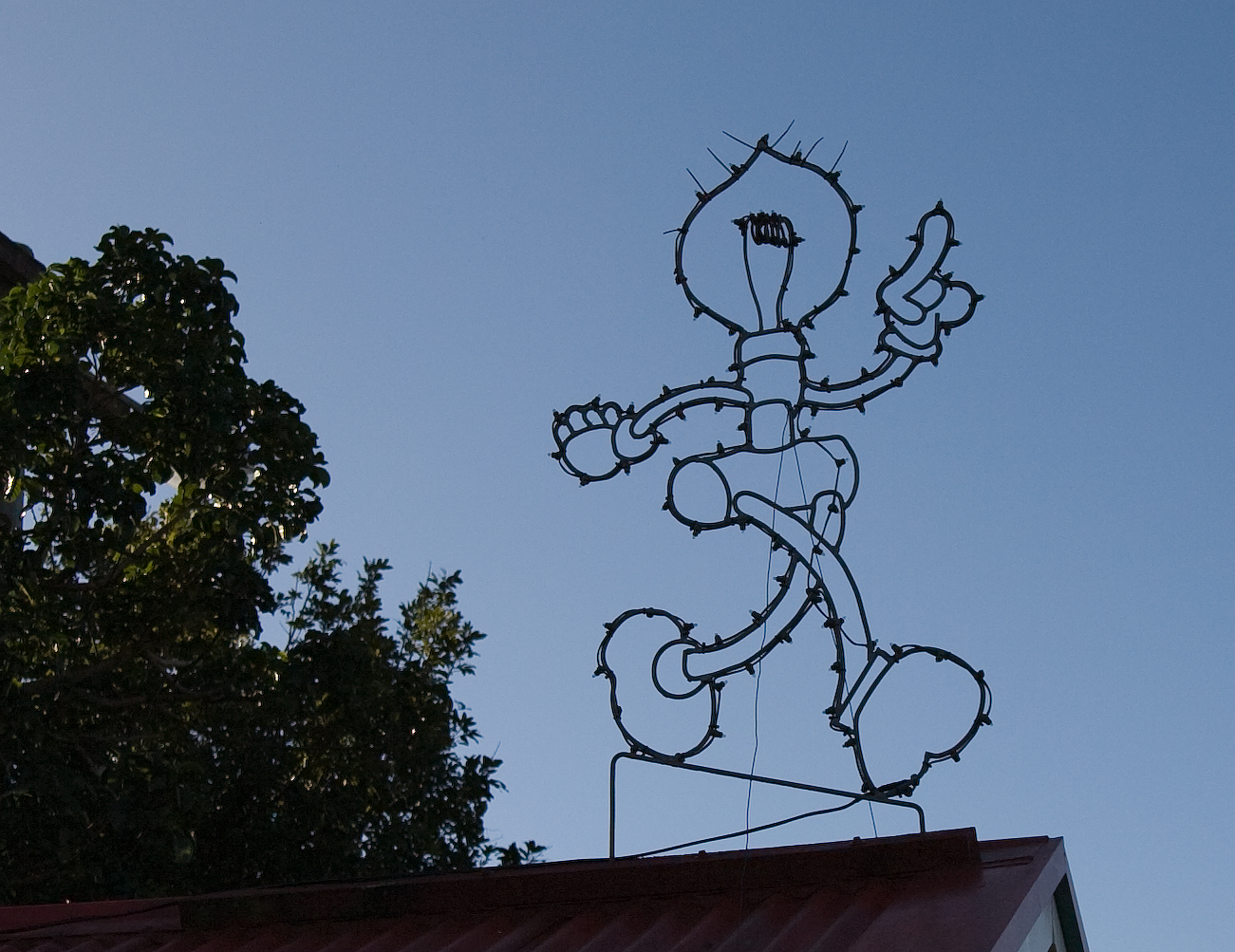
Guirlande électrique en forme du personnage Filament, installée sur un toit.

Don Rosa a raconté sa création dans La Première Invention de Géo Trouvetou (Gyro's First Invention) en 2002.
Selon l'auteur, Filament aurait été la première invention fonctionnelle de Géo Trouvetou, créée à partir d'un lampe cassée apportée à réparer par Donald. Le petit robot aurait par la suite aidé Picsou à récupérer sa fortune perdue dans une faille apparue sous son fameux coffre.

## Apparition

### Bandes dessinées
Depuis 1956, Filament est apparu dans plus de 2190 histoires en octobre 2021, d'après le site INDUCKS. Dont environ 760 histoires répertoriées en France.
Dans ces histoires, il est généralement l’assistant de Géo (comme son nom original, "Little Helper", l’indique), mais il en est parfois le héros.

### Filmographie
- 1987 : Fou de foot (Sport Goofy in Soccermania) (court métrage) (caméo)
- 1987-1990 : La Bande à Picsou (Ducktales) (série télévisée)
- 2017-2021 : La Bande à Picsou (DuckTales) (série télévisée)
- 2023: Les Aventures au Parc de Tic et Tac (Chip 'n' Dale: Park Life) (série télévisée) (caméo)